# Штрассер, Отто
О́тто Штра́ссер (нем. Otto Strasser, 10 сентября 1897 — 27 августа 1974) — немецкий политический деятель, один из лидеров левого крыла национал-социалистической партии в 1920-е годы, младший брат Грегора Штрассера. Вначале примыкал к социал-демократам, в 1925 году стал членом НСДАП. Надеясь свернуть партию на радикально-социалистический путь развития, Штрассер призывал к национализации промышленности, банков и земли. Был редактором газеты «Берлинер арбайтер цайтунг», основанной его братом в 1924 году.

## Детство и юность
Отто Штрассер родился 10 сентября 1897 года в семье баварского чиновника. Его старший брат Грегор Штрассер станет в будущем одним из вождей германского национал-социализма. Третий брат Отто и Грегора Пауль Штрассер в своих мемуарах указывал на огромное влияние отца на становление мировоззрения обоих братьев. Сам отец Петер Штрассер написал под псевдонимом Пауль Вегер идеологическую брошюру «Das Neue Wesen» («Новое Бытие»), где сформулировал основные принципы особого социализма, основанного на сочетании христианства и национального духа. Пауль Штрассер писал: «В этой брошюре содержатся предпосылки всей культурной и политической программы Отто и Грегора, то есть концепция национал-христианского социализма, который призван был быть разрешением всех противоречий, порожденных либеральной болезнью, капитализмом и интернационализмом».
В начале Первой мировой войны Отто бросил изучения юриспруденции и политэкономии и записался добровольцем на фронт. Отвага и мужество на фронте принесли ему Железный Крест и Военный орден Максимилиана Иосифа. Перед демобилизацией Отто вместе с братом участвуют в разгроме Баварской республики в рядах отряда фон Эппа. В 1919 году Отто возвращается к учёбе и основывает в Берлине «Университетскую ассоциацию активистов социал-демократов». В 1920 году он предводительствует тремя «пролетарскими сотнями», которые выступили в рабочем квартале Берлина Штеглиц против крайне правого капповского путча. Вскоре после этого он выходит из Социал-демократической партии, активистом которой он являлся, критикуя её за измену пролетарскому курсу и отказ от пункта о национализации в её программе.
Возвратившись в Баварию, в Деггендорф в октябре 1920 года, Отто Штрассер через брата Грегора знакомится с Гитлером и генералом Людендорфом, но отказывается примкнуть к национал-социалистам, несмотря на все убеждения брата. На съезде Независимой социал-демократической партии в Халле он знакомится с Зиновьевым. Свою встречу с ним Штрассер описывает в журнале «Das Gewissen», издаваемом Артуром Мёллером ван ден Бруком.

## Участие в деятельности НСДАП
Когда Гитлер вышел из тюрьмы 20 декабря 1924 года, он поручил Грегору Штрассеру возглавить НСДАП на севере Германии. Отто присоединяется к брату и становится главным идеологом северо-германского национал-социализма.
Грегор Штрассер в 1925 году начинает курс на автономию северо-германских национал-социалистов относительно Мюнхенского руководства. Отто Штрассер, весной 1925 года вступив в НСДАП, вместе с Йозефом Геббельсом придают северному нацизму откровенно левый, подчеркнуто пролетарский характер. В октябре 1925 года Отто Штрассер пишет политическую программу северо-германского сектора НСДАП, выдержанную в крайне левых тонах.
Гитлер узнает об этом и в феврале 1926 года, на Бамбергской партконференци переманивает Геббельса на свою сторону, назначив его гауляйтером по Берлину-Бранденбургу. 2 июля 1930 года Геббельс на созванной в Берлине партконференции, очевидно, по заданию Гитлера исключает из партии друзей Отто (Шапке, Бухрукера, Бланка), не давая им даже выступить. Самого Отто эсэсовцы не пропускают в зал. 117 членов конференции из 1000 присутствующих тогда же покинули её в знак протеста. Тогда вечером он заявляет брату Грегору, что выходит из партии в знак протеста, послав тогда же телеграмму Гитлеру с ультиматумом, которая осталась без ответа. И 4 июля Отто Штрассер вышел из НСДАП.
Штрассер не соглашался с политикой Гитлера по отношению к крупному капиталу. Он требовал не только национальной, но и социальной революции. Сближение Гитлера с крупным капиталом и старой аристократией привели к тому, что Штрассер и его сторонники выдвинули лозунг: «Социалисты покидают НСДАП».
В 1929 году Штрассер публикует «14 тезисов немецкой революции» — работу, претендующую на ревизию официальной программы НСДАП. В ней, в частности, содержатся тезисы «о природном праве на жизненное пространство для молодой немецкой нации», о необходимости ликвидации «всех организаций, имеющих подрывной характер, или нарушающих спокойствие — политических, партийных и религиозных», переходе от «индивидуалистической экономической системы капитализма к корпоративной экономической системе социализма» для оздоровления и поддержания «дарованного Богом объединения — нации», о необходимости борьбы против евреев, масонства и ультра-масонства, которые «уничтожают жизнь немецкой души», утверждении ценности человеческого неравенства.
Отто Штрассер вместе со своими сторонниками создает «Боевой союз революционных национал-социалистов» или «Чёрный фронт», критикуя Гитлера и Гиммлера и называя себя подлинным национал-социалистом.

## После ухода из НСДАП
Отто Штрассер начинает объединять вокруг себя национал-социалистов Германии, настроенных против Гитлера и его политики. После прихода Гитлера к власти он эмигрирует в Австрию, а затем в Чехословакию. Поселившись в Праге, Отто создаёт «Комитет действий германской революции», надеясь превратить его в своего рода в правительство в эмиграции и объединить вокруг него все оппозиционные Гитлеру силы. В начале 1936 года Штрассер возглавил «Германское народно-социалистическое движение», в которое помимо оппозиционных национал-социалистов, например, Германа Раушнинга, также вошли ряд бывших коммунистов, социал-демократов и небольших левых групп. В следующем 1937 году он организует «Германский фронт против гитлеровского фашизма», а в 1941 году, уже перебравшись в Швейцарию, — «Движение за свободу Германии» и «Немецкий национальный совет».
В эмиграции после войны Штрассер ещё долго жил в Канаде. В 1955 году, добившись через суд разрешения, он вернулся в Германию, восстановил гражданство и поселился в Мюнхене, по-прежнему занимаясь политикой. Несколько раз он пытался создать новую «националистически и социалистически» ориентированную партию. В 1956 году Штрассер организовал Немецкий социальный союз, но не смог привлечь достаточного для этого количества сторонников. Его идеи были отвергнуты как неонацистами, так и коммунистами. Первые обвиняли его в симпатиях к коммунизму, вторые — в пособничестве нацистам и служению НСДАП.
Умер в Мюнхене 27 августа 1974 года.
Автор мемуаров «Гитлер и я».

## Штрассеризм как идеология
Штрассеризм как идеология появился уже после Второй мировой войны на основе взглядов и идей братьев Штрассеров и заметок Отто Штрассера о национальном социализме.
Штрассер призывал к войне с Западом и интернациональной солидарности между собой всех угнетенных народов в общей борьбе против империализма. К этому тезису примыкала идея антимасонства. Вместе с тем Штрассер настаивал на признании за евреями статуса национального меньшинства и даже поддерживал существование государства Израиль.
«Народная Революция» должна, согласно Отто Штрассеру, создать или воссоздать такие формы, которые точно соответствовали бы внутренней природе народа в сфере политики, экономики и культуры. В экономике это означало «наследование земельных участков крестьянами без права продажи». В политической области — самоуправление народа в профессиональных секторах и сословиях (ремесленники имеют свой орган самоуправления, крестьяне — свой и т. д.). В культуре — религиозность.
Идеализм Отто предполагал отрицание классовой борьбы в рамках одного и того же народа. Вместо этого утверждалась идея «народной революции», общей для рабочих, крестьян и средних классов. Жертвами такой революции должна была оказаться только крайне незначительная прослойка угнетателей и эксплуататоров. Далее предполагалась общенациональная солидарность. Любые конфликты внутри нации строго осуждались. Штрассер предлагал создать единый фронт на широкой базе партий и профсоюзов против иерархии, бюрократии и системы. Такой идеализм предполагал установление «народного социализма».
Взгляды Штрассера повлияли на становление идеологии национал-большевизма.

## Сочинения
- Entwicklung und Bedeutung der deutschen Zuckerrübensamenzucht o. O. o. J. . — London: Smith, Elder & Co. (Rechts- und staatswissenschaftliche Dissertation Universität Würzburg 1921, 92 Seiten).
- Aufbau des deutschen Sozialismus. Wolfgang-Richard-Lindner-Verlag, Leipzig 1932.
- Die deutsche Bartholomäusnacht. Reso-Verlag, Zürich 1935.
- Wohin treibt Hitler? Darstellung der Lage und Entwicklung des Hitlersystems in den Jahren 1935 und 1936. Verlag Heinrich Grunov, Prag I 1936.
- Hitler tritt auf der Stelle. Oxford gegen Staats-Totalität. Berlin — Rom — Tokio. Neue Tonart in Wien. NSDAP-Kehraus in Brasilien. Die dritte Front, Band 1937,6. Grunov, Prag 1937.
- Kommt es zum Krieg? (= Periodische Schriftenreihe der «Deutschen Revolution», Band 3), Grunov, Prag 1937.
- Europa von morgen. Das Ziel Masaryks. In: Weltwoche, Zürich 1939.
- Hitler und Ich (= Asmus-Bücher, Band 9). Johannes-Asmus-Verlag, Konstanz 1948.
- Der Faschismus. Geschichte und Gefahr (= Politische Studien, Band 3). Olzog, München (u. a.) 1965.
- Mein Kampf. Eine politische Autobiographie (= Streit-Zeit-Bücher, Band 3). Heinrich Heine Verlag, Frankfurt am Main 1969.

переводы на русский язык
- Штрассер: Нацисты против Гитлера. Первое русское издание мемуаров Отто Штрассера. Исторический альманах «Лабиринт времён». Дата обращения: 25 мая 2018.
- Отто Штрассер. Гитлер и Я
- [history.wikireading.ru/143091 Приложение № 1. 14 тезисов немецкой революции] // Васильченко А. В. Война кланов. «Чёрный фронт» против НСДАП. — М.: Яуза, 2005. — 416 с.